# Bundestagswahlkreis Harz
Der Bundestagswahlkreis Harz (Wahlkreis 68) ist ein Wahlkreis in Sachsen-Anhalt. Er umfasst den Landkreis Harz sowie die im Salzlandkreis gelegenen Städte Aschersleben und Seeland.

## Geschichte
Der Wahlkreis Harz ging bei der Wahlkreisreform von 2002 aus dem Vorgängerwahlkreis Harz und Vorharzgebiet hervor, der die ehemaligen Landkreise Wernigerode, Oschersleben und Halberstadt umfasste. Zur Bundestagswahl 2009 verlor Sachsen-Anhalt einen Wahlkreis. Da außerdem in Sachsen-Anhalt im Jahre 2007 eine größere Kreisreform stattfand, wurden die meisten Wahlkreise neu abgegrenzt. Der Wahlkreis Harz umfasste von 2002 bis 2009 die ehemaligen Landkreise Halberstadt, Quedlinburg und Wernigerode, die im neuen Landkreis Harz aufgegangen sind. Zusätzlich umfasst der Wahlkreis seit 2009 auch die vormals zum Bundestagswahlkreis Börde gehörigen Gemeinden der Verwaltungsgemeinschaften Aschersleben/Land und Seeland. Zur Bundestagswahl 2009 änderte sich die Nummer von 68 auf 69 und zur Bundestagswahl 2013 wieder auf 68.

## Wahlkreisabgeordnete
Wahlkreise Harz bzw. Harz und Vorharzgebiet.
| Wahl | Abgeordneter | Abgeordneter      | Partei | Stimmen in % |
| ---- | ------------ | ----------------- | ------ | ------------ |
| 1990 |              | Monika Brudlewsky | CDU    | 43,7         |
| 1994 | 40,9         | Monika Brudlewsky | CDU    |              |
| 1998 |              | Tobias Marhold    | SPD    | 44,1         |
| 2002 | 44,9         | Tobias Marhold    | SPD    |              |
| 2005 |              | Andreas Steppuhn  | SPD    | 33,8         |
| 2009 |              | Heike Brehmer     | CDU    | 33,0         |
| 2013 | 46,0         | Heike Brehmer     | CDU    |              |
| 2017 | 36,4         | Heike Brehmer     | CDU    |              |
| 2021 |              | Heike Brehmer     | CDU    | 27,7         |
| 2025 |              | Christina Baum    | AfD    | 39,0         |

## Wahlergebnisse

### Bundestagswahl 2025
Zur Bundestagswahl 2025 traten in Sachsen-Anhalt zwölf Parteien mit Landeslisten an. Im Wahlkreis Harz traten neun Direktkandidaten an.
| Kandidaten                                                                              | Kandidaten                  | Parteien/Listen     | Erststimmen | Erststimmen | Zweitstimmen | Zweitstimmen |
| Kandidaten                                                                              | Kandidaten                  | Parteien/Listen     | Stimmen     | %           | Stimmen      | %            |
| --------------------------------------------------------------------------------------- | --------------------------- | ------------------- | ----------- | ----------- | ------------ | ------------ |
|                                                                                         | Florian Fahrtmann           | SPD                 | 21.243      | 14,0        | 17.601       | 11,5         |
|                                                                                         | Artjom Pusch                | CDU                 | 35.708      | 23,5        | 29.903       | 19,6         |
|                                                                                         | Christina Baumgewählt im WK | AfD                 | 59.306      | 39,0        | 56.490       | 37,0         |
|                                                                                         | Karsten Lippmann            | Die Linke           | 18.076      | 11,9        | 15.487       | 10,1         |
|                                                                                         | Max Henrik Schröder         | FDP                 | 3.405       | 2,2         | 4.178        | 2,7          |
|                                                                                         | Kathrin Grub                | GRÜNE               | 4.958       | 3,3         | 5.858        | 3,8          |
|                                                                                         | André Weber                 | FREIE WÄHLER        | 4.377       | 2,9         | 2.180        | 1,4          |
|                                                                                         | Daniel Lüdemann-Johr        | Die PARTEI          | 2.332       | 1,5         | 1.528        | 1,0          |
|                                                                                         | –                           | Volt                | –           | –           | 721          | 0,5          |
|                                                                                         | –                           | MLPD                | –           | –           | 153          | 0,1          |
|                                                                                         | Kathrin Schreck             | Bündnis Deutschland | 2.618       | 1,7         | 834          | 0,5          |
|                                                                                         | –                           | BSW                 | –           | –           | 17.890       | 11,7         |
| Gesamt                                                                                  | Gesamt                      | Gesamt              | 152.023     | 100         | 152.823      | 100          |
|                                                                                         |                             |                     |             |             |              |              |
| Ungültige Stimmen                                                                       | Ungültige Stimmen           | Ungültige Stimmen   | 2.049       | 1,3         | 1.249        | 0,8          |
| Wähler                                                                                  | Wähler                      | Wähler              | 154.072     | 77,0        | 154.072      | 77,0         |
| Wahlberechtigte                                                                         | Wahlberechtigte             | Wahlberechtigte     | 200.217     |             | 200.217      |              |
|                                                                                         |                             |                     |             |             |              |              |
| Quellen: Die Bundeswahlleiterin, Kandidaten, Stimmen – Die Landeswahlleiterin, Ergebnis |                             |                     |             |             |              |              |

### Bundestagswahl 2021
Zur Bundestagswahl 2021 traten in Sachsen-Anhalt 19 Parteien mit Landeslisten an. Im Wahlkreis Harz traten neun Direktkandidaten an.
Heike Brehmer verteidigte das Direktmandat mit 27,7 % der Erststimmen. Die SPD erhielt mit 27,2 % die meisten Zweitstimmen im Wahlkreis.
| Kandidaten                                                                  | Kandidaten                         | Parteien/Listen   | Erststimmen | Erststimmen | Zweitstimmen | Zweitstimmen |
| Kandidaten                                                                  | Kandidaten                         | Parteien/Listen   | Stimmen     | %           | Stimmen      | %            |
| --------------------------------------------------------------------------- | ---------------------------------- | ----------------- | ----------- | ----------- | ------------ | ------------ |
|                                                                             | Heike Martina Brehmergewählt im WK | CDU               | 37.884      | 27,7        | 30.508       | 22,3         |
|                                                                             | Sören Stefanowicz                  | AfD               | 24.947      | 18,2        | 24.790       | 18,1         |
|                                                                             | Karsten Lippmann                   | DIE LINKE         | 14.413      | 10,5        | 12.700       | 9,3          |
|                                                                             | Maik Berger                        | SPD               | 34.812      | 25,4        | 37.330       | 27,2         |
|                                                                             | Denise Köcke                       | FDP               | 10.064      | 7,4         | 12.532       | 9,1          |
|                                                                             | Wolfgang Strauhs                   | GRÜNE             | 6.320       | 4,6         | 7.495        | 5,5          |
|                                                                             | –                                  | Tierschutzallianz | –           | –           | 1.480        | 1,1          |
|                                                                             | Carlo Gottschalk                   | FREIE WÄHLER      | 4.972       | 3,6         | 2.840        | 2,1          |
|                                                                             | –                                  | Die PARTEI        | –           | –           | 934          | 0,7          |
|                                                                             | –                                  | NPD               | –           | –           | 296          | 0,2          |
|                                                                             | –                                  | Gartenpartei      | –           | –           | 758          | 0,6          |
|                                                                             | –                                  | MLPD              | –           | –           | 91           | 0,1          |
|                                                                             | Uwe Rohrbeck                       | dieBasis          | 3.160       | 2,3         | 2.621        | 1,9          |
|                                                                             | –                                  | du.               | –           | –           | 119          | 0,1          |
|                                                                             | –                                  | ÖDP               | –           | –           | 78           | 0,1          |
|                                                                             | –                                  | Die Humanisten    | –           | –           | 129          | 0,1          |
|                                                                             | –                                  | Tierschutzpartei  | –           | –           | 1.736        | 1,3          |
|                                                                             | –                                  | PIRATEN           | –           | –           | 435          | 0,3          |
|                                                                             | –                                  | Volt              | –           | –           | 178          | 0,1          |
|                                                                             | Thomas Barth                       | Einzelbewerber    | 272         | 0,2         | –            | –            |
| Gesamt                                                                      | Gesamt                             | Gesamt            | 136.844     | 100         | 137.050      | 100          |
|                                                                             |                                    |                   |             |             |              |              |
| Ungültige Stimmen                                                           | Ungültige Stimmen                  | Ungültige Stimmen | 1.728       | 1,2         | 1.522        | 1,1          |
| Wähler                                                                      | Wähler                             | Wähler            | 138.572     | 66,6        | 138.572      | 66,6         |
| Wahlberechtigte                                                             | Wahlberechtigte                    | Wahlberechtigte   | 207.942     |             | 207.942      |              |
|                                                                             |                                    |                   |             |             |              |              |
| Quellen: Die Bundeswahlleiterin, Stimmen – Die Landeswahlleiterin, Ergebnis |                                    |                   |             |             |              |              |

### Bundestagswahl 2017
Bei der Bundestagswahl 2017 waren 215.606 Einwohner wahlberechtigt, die Wahlbeteiligung lag bei 66,6 %. Heike Brehmer gewann das Direktmandat für die CDU.
| Kandidaten                                                                 | Kandidaten                 | Parteien/Listen   | Erststimmen | Erststimmen | Zweitstimmen | Zweitstimmen |
| Kandidaten                                                                 | Kandidaten                 | Parteien/Listen   | Stimmen     | %           | Stimmen      | %            |
| -------------------------------------------------------------------------- | -------------------------- | ----------------- | ----------- | ----------- | ------------ | ------------ |
|                                                                            | Heike Brehmergewählt im WK | CDU               | 51.386      | 36,4        | 47.574       | 33,6         |
|                                                                            | Evelyn Edler               | Die Linke         | 27.104      | 19,2        | 25.069       | 17,7         |
|                                                                            | Eberhard Brecht            | SPD               | 24.767      | 17,5        | 22.915       | 16,2         |
|                                                                            | Frank-Ronald Bischoff      | AfD               | 22.792      | 16,1        | 23.860       | 16,9         |
|                                                                            | Susan Sziborra-Seidlitz    | GRÜNE             | 4.462       | 3,2         | 4.968        | 3,5          |
|                                                                            | Denise Köcke               | FDP               | 6.923       | 4,9         | 9.902        | 7,0          |
|                                                                            | –                          | NPD               | –           | –           | 868          | 0,6          |
|                                                                            | Dieter Kühn                | FREIE WÄHLER      | 3.253       | 2,3         | 1.648        | 1,2          |
|                                                                            | Frank Oettler              | MLPD              | 441         | 0,3         | 184          | 0,1          |
|                                                                            | –                          | Tierschutzallianz | –           | –           | 2.176        | 1,5          |
|                                                                            | –                          | BGE               | –           | –           | 365          | 0,3          |
|                                                                            | –                          | DiB               | –           | –           | 213          | 0,2          |
|                                                                            | –                          | MG                | –           | –           | 445          | 0,3          |
|                                                                            | –                          | Die PARTEI        | –           | –           | 1.344        | 0,9          |
| Gesamt                                                                     | Gesamt                     | Gesamt            | 141.128     | 100         | 141.531      | 100          |
|                                                                            |                            |                   |             |             |              |              |
| Ungültige Stimmen                                                          | Ungültige Stimmen          | Ungültige Stimmen | 2.439       | 1,7         | 2.036        | 1,4          |
| Wähler                                                                     | Wähler                     | Wähler            | 143.567     | 66,6        | 143.567      | 66,6         |
| Wahlberechtigte                                                            | Wahlberechtigte            | Wahlberechtigte   | 215.607     |             | 215.607      |              |
|                                                                            |                            |                   |             |             |              |              |
| Quellen: Die Bundeswahlleiterin, Stimmen – Die Landeswahlleiterin, Stimmen |                            |                   |             |             |              |              |

### Bundestagswahl 2013
Bei der Bundestagswahl 2013 waren 224.917 Einwohner wahlberechtigt; die Wahlbeteiligung lag bei 58,9 %, was die niedrigste Wahlbeteiligung aller Bundestagswahlkreise in Deutschland bedeutet. Heike Brehmer gewann das Direktmandat für die CDU.
| Kandidaten                               | Kandidaten                     | Parteien/Listen   | Erststimmen | Erststimmen | Zweitstimmen | Zweitstimmen |
| Kandidaten                               | Kandidaten                     | Parteien/Listen   | Stimmen     | %           | Stimmen      | %            |
| ---------------------------------------- | ------------------------------ | ----------------- | ----------- | ----------- | ------------ | ------------ |
|                                          | Elke Reinke                    | Die Linke         | 29.860      | 23,0        | 29.875       | 22,9         |
|                                          | Heike Brehmergewählt im WK     | CDU               | 59.779      | 46,0        | 56.619       | 43,5         |
|                                          | Mario Hennig                   | SPD               | 24.875      | 19,1        | 24.407       | 18,7         |
|                                          | Detlef Ebert                   | FDP               | 1.852       | 1,4         | 2.961        | 2,3          |
|                                          | Sabine Wetzel                  | GRÜNE             | 4.928       | 3,8         | 4.716        | 3,6          |
|                                          | Henning Lübbers                | PIRATEN           | 2.556       | 2,0         | 2.255        | 1,7          |
|                                          | Michael Grunzel                | NPD               | 3.304       | 2,5         | 2.651        | 2,0          |
|                                          | –                              | MLPD              | –           | –           | 136          | 0,1          |
|                                          | –                              | AfD               | –           | –           | 4.924        | 3,8          |
|                                          | –                              | pro Deutschland   | –           | –           | 433          | 0,3          |
|                                          | Ethel-Maria Muschalle-Höllbach | FREIE WÄHLER      | 1.111       | 0,9         | 929          | 0,7          |
|                                          | –                              | ÖDP               | –           | –           | 293          | 0,2          |
|                                          | Nancy Streit                   | Tierschutzpartei  | 1.679       | 1,3         | –            | –            |
| Gesamt                                   | Gesamt                         | Gesamt            | 129.944     | 100         | 130.199      | 100          |
|                                          |                                |                   |             |             |              |              |
| Ungültige Stimmen                        | Ungültige Stimmen              | Ungültige Stimmen | 2.595       | 2,0         | 2.340        | 1,8          |
| Wähler                                   | Wähler                         | Wähler            | 132.539     | 58,9        | 132.539      | 58,9         |
| Wahlberechtigte                          | Wahlberechtigte                | Wahlberechtigte   | 224.917     |             | 224.917      |              |
|                                          |                                |                   |             |             |              |              |
| Quellen: Die Bundeswahlleiterin, Stimmen |                                |                   |             |             |              |              |

### Bundestagswahl 2009
Bei der Bundestagswahl 2009 waren 236.940 Einwohner wahlberechtigt; die Wahlbeteiligung lag bei 60,9 %. Heike Brehmer gewann das Direktmandat für die CDU. Undine Kurth (Bündnis 90/Die Grünen) zog über die Landesliste ihrer Partei ebenfalls in den Bundestag ein.
| Kandidaten                             | Kandidaten                 | Parteien/Listen   | Erststimmen | Erststimmen | Zweitstimmen | Zweitstimmen |
| Kandidaten                             | Kandidaten                 | Parteien/Listen   | Stimmen     | %           | Stimmen      | %            |
| -------------------------------------- | -------------------------- | ----------------- | ----------- | ----------- | ------------ | ------------ |
|                                        | Andreas Steppuhn           | SPD               | 28.732      | 20,3        | 24.320       | 17,2         |
|                                        | Elke Reinke                | Die Linke         | 43.952      | 31,1        | 45.676       | 32,2         |
|                                        | Heike Brehmergewählt im WK | CDU               | 46.632      | 33,0        | 44.402       | 31,3         |
|                                        | Wolfgang Döcke             | FDP               | 10.236      | 7,2         | 13.274       | 9,4          |
|                                        | Undine Kurth               | GRÜNE             | 7.791       | 5,5         | 7.141        | 5,0          |
|                                        | Matthias Heyder            | NPD               | 3.862       | 2,7         | 3.277        | 2,3          |
|                                        | –                          | MLPD              | –           | –           | 309          | 0,2          |
|                                        | –                          | DVU               | –           | –           | 345          | 0,2          |
|                                        | –                          | PIRATEN           | –           | –           | 2.897        | 2,0          |
| Gesamt                                 | Gesamt                     | Gesamt            | 141.205     | 100         | 141.641      | 100          |
|                                        |                            |                   |             |             |              |              |
| Ungültige Stimmen                      | Ungültige Stimmen          | Ungültige Stimmen | 3.135       | 2,2         | 2.699        | 1,9          |
| Wähler                                 | Wähler                     | Wähler            | 144.340     | 60,9        | 144.340      | 60,9         |
| Wahlberechtigte                        | Wahlberechtigte            | Wahlberechtigte   | 236.946     |             | 236.946      |              |
|                                        |                            |                   |             |             |              |              |
| Quellen: Der Bundeswahlleiter, Stimmen |                            |                   |             |             |              |              |

### Bundestagswahl 2005
Bei der Bundestagswahl 2005 waren 205.558 Einwohner wahlberechtigt; die Wahlbeteiligung lag bei 71,3 %. Andreas Steppuhn gewann das Direktmandat für die SPD.
| Kandidaten                             | Kandidaten                    | Parteien/Listen   | Erststimmen | Erststimmen | Zweitstimmen | Zweitstimmen |
| Kandidaten                             | Kandidaten                    | Parteien/Listen   | Stimmen     | %           | Stimmen      | %            |
| -------------------------------------- | ----------------------------- | ----------------- | ----------- | ----------- | ------------ | ------------ |
|                                        | Andreas Steppuhngewählt im WK | SPD               | 48.294      | 33,8        | 48.867       | 34,1         |
|                                        | Markus Gorges                 | CDU               | 39.096      | 27,4        | 36.425       | 25,4         |
|                                        | Detlef Eckert                 | Die Linke.        | 37.293      | 26,1        | 36.936       | 25,8         |
|                                        | Andreas Pawel                 | FDP               | 7.847       | 5,5         | 10.396       | 7,2          |
|                                        | Undine Kurth                  | GRÜNE             | 6.049       | 4,2         | 5.652        | 3,9          |
|                                        | Matthias Brink                | NPD               | 4.135       | 2,9         | 3.594        | 2,5          |
|                                        | –                             | REP               | –           | –           | 483          | 0,3          |
|                                        | –                             | MLPD              | –           | –           | 321          | 0,2          |
|                                        | –                             | Offensive D       | –           | –           | 141          | 0,1          |
|                                        | –                             | Pro DM            | –           | –           | 612          | 0,4          |
| Gesamt                                 | Gesamt                        | Gesamt            | 142.714     | 100         | 143.427      | 100          |
|                                        |                               |                   |             |             |              |              |
| Ungültige Stimmen                      | Ungültige Stimmen             | Ungültige Stimmen | 3.752       | 2,6         | 3.039        | 2,1          |
| Wähler                                 | Wähler                        | Wähler            | 146.466     | 71,3        | 146.466      | 71,3         |
| Wahlberechtigte                        | Wahlberechtigte               | Wahlberechtigte   | 205.558     |             | 205.558      |              |
|                                        |                               |                   |             |             |              |              |
| Quellen: Der Bundeswahlleiter, Stimmen |                               |                   |             |             |              |              |

### Bundestagswahl 2002
| Kandidaten                             | Kandidaten                  | Parteien/Listen   | Erststimmen | Erststimmen | Zweitstimmen | Zweitstimmen |
| Kandidaten                             | Kandidaten                  | Parteien/Listen   | Stimmen     | %           | Stimmen      | %            |
| -------------------------------------- | --------------------------- | ----------------- | ----------- | ----------- | ------------ | ------------ |
|                                        | Tobias Marholdgewählt im WK | SPD               | 63.850      | 44,9        | 63.917       | 44,8         |
|                                        | Markus Gorges               | CDU               | 42.227      | 29,7        | 41.367       | 29,0         |
|                                        | Joachim Pflaumbaum          | PDS               | 19.058      | 13,4        | 18.216       | 12,8         |
|                                        | Karl Friedrich Kaufmann     | FDP               | 10.519      | 7,4         | 10.857       | 7,6          |
|                                        | Undine Kurth                | GRÜNE             | 4.823       | 3,4         | 4.959        | 3,5          |
|                                        | –                           | GRAUE             | –           | –           | 499          | 0,4          |
|                                        | Matthias Ahlfeld            | NPD               | 1.608       | 1,1         | 1.386        | 1,0          |
|                                        | –                           | Tierschutzpartei  | –           | –           | 1.320        | 0,9          |
| Gesamt                                 | Gesamt                      | Gesamt            | 142.085     | 100         | 142.521      | 100          |
|                                        |                             |                   |             |             |              |              |
| Ungültige Stimmen                      | Ungültige Stimmen           | Ungültige Stimmen | 2.503       | 1,7         | 2.067        | 1,4          |
| Wähler                                 | Wähler                      | Wähler            | 144.588     | 69,7        | 144.588      | 69,7         |
| Wahlberechtigte                        | Wahlberechtigte             | Wahlberechtigte   | 207.469     |             | 207.469      |              |
|                                        |                             |                   |             |             |              |              |
| Quellen: Der Bundeswahlleiter, Stimmen |                             |                   |             |             |              |              |